# Carex laevigata
Carex laevigata é uma espécie de planta com flor pertencente à família Cyperaceae. 
A autoridade científica da espécie é Sm., tendo sido publicada em Transactions of the Linnean Society of London 5: 272. 1800.

## Portugal
Trata-se de uma espécie presente no território português, nomeadamente em Portugal Continental.
Em termos de naturalidade é nativa da região atrás referida.

## Protecção
Não se encontra protegida por legislação portuguesa ou da Comunidade Europeia.